# 1842 na ciência

## Eventos
- Observação ou predição do elemento químico Érbio[1]
- Isolamento do elemento químico Térbio[2]
- Ada Lovelace escreveu o primeiro programa de computador da história.

## Nascimentos
| Data           | Nome                 | Profissão           | Nacionalidade                                   | Observações | Ref                                            |
| -------------- | -------------------- | ------------------- | ----------------------------------------------- | --- | ---------------------------------------------- |
| 6 de setembro  | Benjamin Neeve Peach | geólogo             | Reino Unido da Grã-Bretanha e Irlanda           | m. 1926 Medalha Murchison 1899 Medalha Wollaston 1921 | [ 3 ] [ 4 ] [ 5 ]                              |
| 20 de setembro | Charles Lapworth     | geólogo             | Reino Unido da Grã-Bretanha e Irlanda           | m. 1920 Medalha Bigsby 1887 Medalha Real 1891 Medalha Wollaston 1899 | [ 6 ] [ 7 ] [ 5 ]                              |
| 20 de setembro | James Dewar          | físico-químico      | Reino Unido da Grã-Bretanha e Irlanda (Escócia) | m. 1923 Medalha Rumford 1894 Medalha Hodgkins 1899 Medalha Lavoisier (SCF) 1904 Medalha Matteucci 1906 Medalha Albert 1908 Medalha Davy 1909 Medalha Copley 1916 Medalha Franklin 1919        | [ 8 ] [ 9 ] [ 10 ] [ 11 ] [ 12 ] [ 13 ] [ 14 ] |
| 12 de novembro | John William Strutt  | matemático e físico | Reino Unido da Grã-Bretanha e Irlanda           | m. 1919 Medalha Real 1882 Medalha De Morgan 1890 Medalha Matteucci 1894 Prémio Leconte 1895 Medalha Copley 1899 Nobel de Física 1904 Medalha Elliott Cresson 1913 Medalha Rumford 1914 e 1920 | [ 7 ] [ 15 ] [ 11 ] [ 13 ] [ 16 ] [ 17 ] [ 8 ] |

## Mortes
| Data | Nome | Profissão | Nacionalidade | Observações | Ref |
| ---- | ---- | --------- | ------------- | ----------- | --- |

## Prémios
Medalha Copley
- James MacCullagh[13]